# Danny Lohner
Daniel Patrick Lohner, noto anche con lo pseudonimo di Renholdër (Corpus Christi, 13 dicembre 1970), è un polistrumentista statunitense.
Nel 2020 è stato inserito nella Rock and Roll Hall of Fame, in quanto ex membro dei Nine Inch Nails.

## Biografia
Ha lavorato con Trent Reznor in numerose occasioni, sia con i Nine Inch Nails di cui è stato il chitarrista/bassista dal 1994 al 2002, che per il progetto mai nato Tapeworm. Ha inoltre suonato nei Killing Joke e nei Methods of Mayhem. Nel passato è stato tra i fondatori del gruppo industrial thrash ormai sciolto Skrew e tra i membri del gruppo thrash metal Angkor Wat.
Ha inoltre collaborato con i Marilyn Manson in occasione dell'uscita dell'album Antichrist Superstar, grazie anche al supporto di Trent Reznor che ha fortemente supportato il gruppo allora agli esordi.
Inoltre Lohner produce diversi remix per vari artisti sotto lo pseudonimo di Renholdër (anagramma di "re:d.lohner"), nome che ha anche una canzone degli A Perfect Circle presente nell'album Mer de Noms. È apparso in tutti gli album degli A Perfect Circle, ed è apparso sul palco più volte con loro.
Nel 2002 partecipò come programmatore in Fallen dall'omonimo album dei Thirty Seconds to Mars.
Nel 2003 Lohner è stato uno dei pochi musicisti selezionati per un'audizione coi Metallica e lo si vede suonare il basso con loro nel documentario Metallica: Some Kind of Monster (2004).
Nel 2003 Lohner lavorò con Richard Patrick dei Filter, Wes Borland dei Limp Bizkit, From First dei Last e Josh Freese degli A Perfect Circle in un progetto chiamato The Damning Well. Il gruppo ha registrato un totale di 14 tracce, ma solo una di queste è stata pubblicata (Awakening) ed è apparsa nella colonna sonora del film Underworld. Al momento non ci sono intenzioni di pubblicare le altre canzoni.
Nel 2005 e nel 2006 Lohner è stato impegnato con Wes Borland nel progetto Black Light Burns nel ruolo di produttore, bassista e programmatore. Il progetto è una sorta di successore del precedente The Damning Well, dato che vede partecipare la maggior parte dei suoi membri e che parte del materiale su cui hanno lavorato veniva da questo progetto. Gli altri membri dei Black Light Burns sono Josh Eustis dei Telefon Tel Aviv e Josh Freese dei Nine Inch Nails. 